# Керрі Кондон
Керрі Кондон (англ. Kerry Condon; нар. 4 січня 1983) — ірландська акторка. Найбільш відома ролями Октавії в телесеріалі «Рим», Стейсі Ермантраут в телесеріалі «Краще подзвоніть Солу» та голосом штучного інтелекту F.R.I.D.A.Y в фільмах кіновсесвіту Marvel.

## Кар'єра
У 2001 році, у віці 18 років, Кондон виконала роль Мейрід у п'єсі «Лейтенант з Інішмора» Мартіна МакДона, який вона виконала в Королівській Шекспірівській турупі, а в 2006 році в театрі Lyceum у Нью-Йорку. Того ж року Кондон зіграла роль Офелії в «Гамлеті», що зробило її наймолодшою актрисою, яка коли-небудь грала цю роль для RSC. У 2009 році вона з'явилася в іншій п'єсі Мартіна МакДона «Каліка з Інішмана», за яку отримала премію Люсіль Лортел та премію Drama Desk.
У 2003 році виконала роль Кейт Келлі, сестру розбійника Неда Келлі, у фільмі «Банда Келлі». У 2005 роц знялася в бойовику
«Денні - пес». Потім з'явилася у ролі Маші у фільмі «Остання станція» про останні місяці життя Толстого з Хелен Міррен і Крістофером Пламмером.
У 2005 році Кондон знялася у ролі Октавії з Юліїв, сестри римського імператора Августа, у серіалі HBO / BBC «Рим». Кондон з'явилася на прем'єрі четвертого сезону постапокаліптичної драми про зомбі «Ходячі мерці», виконавши роль персонажа Клари, яка вийшла в ефір 13 жовтня 2013 року.
Керрі озвучує штучний інтелект F.R.I.D.A.Y., заміну J.A.R.V.I.S'a для Тоні Старка у фільмах студії Marvel «Месники: Ера Альтрона», «Перший месник: Протистояння», «Людина-павук: Повернення додому», «Месники: Війна нескінченності» та «Месники: Фінал».

## Фільмографія

### Фільми
| Рік  |    | Українська назва                        | Оригінальна назва                         | Роль                 |
| ---- | -- | --------------------------------------- | ----------------------------------------- | -------------------- |
| 1999 | ф  | Прах Анджели                            | Angela's Ashes                            | Тереза               |
| 2000 | ф  |                                         | Rat                                       | Марієтта             |
| 2001 | ф  |                                         | How Harry Became a Tree                   | Ейлін                |
| 2003 | ф  | Банда Келлі                             | Ned Kelly                                 | Кейт Келлі           |
| 2003 | ф  |                                         | Intermission                              | офіціантка в кафе    |
| 2004 | ф  |                                         | The Halo Effect                           | Джин                 |
| 2005 | ф  | Денні - пес                             | Unleashed                                 | Вікторія             |
| 2009 | ф  | Остання станція                         | The Last Station                          | Маша                 |
| 2010 | ф  |                                         | The Runway                                | Грейс Томас          |
| 2011 | ф  |                                         | This Must Be the Place                    | Рейчел               |
| 2011 | кф |                                         | The Shore                                 | Пет                  |
| 2013 | ф  | Дом Гемінґвей                           | Dom Hemingway                             | Мелоді               |
| 2014 | ф  |                                         | Gold                                      | Еліс                 |
| 2015 | ф  | Месники: Ера Альтрона                   | Avengers: Age of Ultron                   | F.R.I.D.A.Y. (голос) |
| 2016 | ф  | Перший месник: Протистояння             | Captain America: Civil War                | F.R.I.D.A.Y. (голос) |
| 2017 | ф  | Людина-павук: Повернення додому         | Spider-Man: Homecoming                    | F.R.I.D.A.Y. (голос) |
| 2017 | ф  | Три білборди за межами Еббінга, Міссурі | Three Billboards Outside Ebbing, Missouri | Памела               |
| 2018 | ф  | Лігво монстра                           | Bad Samaritan                             | Кеті                 |
| 2018 | ф  | Месники: Війна нескінченності           | Avengers: Infinity War                    | F.R.I.D.A.Y. (голос) |
| 2019 | ф  | Месники: Завершення                     | Avengers: Endgame                         | F.R.I.D.A.Y. (голос) |
| 2019 | ф  | Країна мрій                             | Dreamland                                 | Олівія Еванс         |
| 2022 | ф  | Банши Інішерина                         | The Banshees of Inisherin                 | Шівон Салліван       |
| 2023 | ф  | На землі святих і грішних               | In the Land of Saints and Sinners         | Дойрін МакКенн       |
| 2024 | ф  | Нічний заплив                           | Night Swim                                | Ів Воллер            |
| 2025 | ф  | Формула-1                               | F1                                        | Кейт                 |
| 2025 | ф  |                                         | Pressure                                  | Кей Саммерсбі        |

### Телебачення
| Рік       |    | Українська назва             | Оригінальна назва        | Роль                                   |
| --------- | -- | ---------------------------- | ------------------------ | -------------------------------------- |
| 1999      | с  |                              | Ballykissangel           | Мейрід Рейлі (2 епізоди)               |
| 2004      | с  |                              | Born and Bred            | Мейрід Рейлі (Епізод: "Something Old") |
| 2005—2007 | с  | Рим                          | Rome                     | Октавія Молодша (22 епізоди)           |
| 2008      | с  |                              | Anatomy of Hope          | Дженна (Епізод: "Pilot")               |
| 2010      | с  |                              | Five Days                | Шивон Дул (3 епізоди)                  |
| 2011—2012 | с  | Удача                        | Luck                     | Розі Шенехен (8 епізодів)              |
| 2013—2014 | с  | Ходячі мерці                 | The Walking Dead         | Клара (3 епізоди)                      |
| 2014      | с  | Віра                         | Believe                  | доктор Зої Бойл (10 епізодів)          |
| 2015—2022 | с  | Краще подзвоніть Солу        | Better Call Saul         | Стейсі Ермантраут (18 епізодів)        |
| 2016      | тф |                              | Brace for Impact         | Софія Гілкріст                         |
| 2018      | с  |                              | Women on the Verge       | Лора (6 епізодів)                      |
| 2019—2020 | с  | Рей Донован                  | Ray Donovan              | Моллі Салліван (9 епізодів)            |
| 2022      | тф | Рей Донован                  | Ray Donovan              | Моллі Салліван                         |
| 2024—2025 | с  | Зоряні війни: Кістяк Команди | Star Wars: Skeleton Crew | Фара (5 епізодів)                      |
| 2026      | с  | Віжн квест                   | Vision Quest             | F.R.I.D.A.Y.                           |

## Зовнішні посилання
- Kerry Condon на сайті IMDb (англ.)
- Керрі Кондон на сайті Internet Broadway Database (англ.)
- Керрі Кондон [Архівовано 6 липня 2018 у Wayback Machine.] в Інтернет-оф-Бродвейській базі даних